# Tarquinio Merula

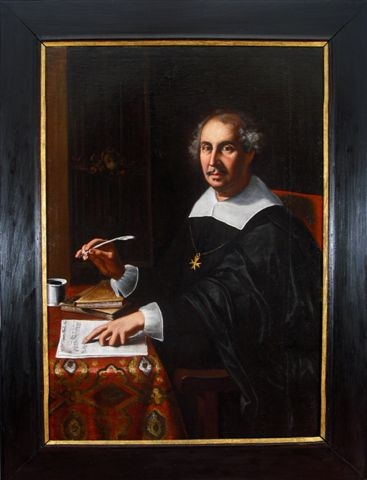
Ritratto del compositore Tarquinio Merula

Tarquinio Merula (Busseto, 24 novembre 1595 – Cremona, 10 dicembre 1665) è stato un compositore e organista italiano.

## Biografia

### Giovinezza
Tarquinio nacque, come recita l'atto di battesimo conservato nell'Archivio Capitolare della Parrocchia di San Bartolomeo, a Busseto, allora facente parte della diocesi di Cremona, il 24 novembre del 1595 da Giovanni Merula e Ortensia Rinaldi. Egli non era il solo dei figli Merula, oltre a lui vi erano Pellegrino, di 25 anni più vecchio, Pietro Martire e Ottavio, nati rispettivamente nel 1578 e nel 1598, come ci rivela proprio il suddetto Pellegrino in un libro di conti domestici da lui segnato Libro di casa di me, oggi conservato nell'Archivio di Stato di Cremona. Data la notevole differenza d'età è da presumere che i fratelli Merula non fossero tutti figli della stessa madre, fatto che sembra avvalorato anche da alcune annotazioni fatte a proposito di questioni finanziarie da Pellegrino nel suo registro di conti. Sempre dal Libro di casa di me si evince come Giovanni Merula sia morto il 21 febbraio 1602 a 60 anni, mentre Ortensia Rinaldi sia deceduta solo 12 anni più tardi.
Alla morte del padre Tarquinio andò forse ospite del fratello Pellegrino, parroco della chiesa di San Nicolò in Cremona, un personaggio ormai di spicco nell'ambito culturale dell'epoca che, nel 1627, si farà notare per la pubblicazione di un volume dal titolo Santuario di Cremona in cui egli descriverà le bellezze di tutti gli edifici sacri della città. Proprio nella chiesa di San Nicolò Tarquinio venne cresimato il 25 aprile 1607 dal vescovo Cesare Speciano, come risulta dagli atti conservati nell'Archivio Storico Diocesano di Cremona e, successivamente, nel 1614 a 19 anni, si sposò, stavolta nella chiesa di San Vincenzo, con Valeria Bordigallo insieme alla quale comprò una casa in contrada Borghetto nella parrocchia di San Sepolcro a Cremona.

### Fortuna
Nel 1616 sappiamo che lasciò l'incarico di organista presso la chiesa di San Bartolomeo dei Carmelitani per trasferirsi con la moglie a Lodi ove divenne fino al gennaio 1621 organista della chiesa di Santa Maria Incoronata. Nel frattempo la famiglia si era accresciuta come risulta dagli atti di battesimo della parrocchia dei Santi Siro e Sepolcro in Cremona: nel 1615 nasce Giovanni Pellegrino, nel 1616 Clara Ortensia, nel 1619 un altro maschio cui fu imposto il nome del primo che doveva, a quel punto, essere morto. Agli inizi del 1621 i Merula fecero rientro a Cremona, dove nel giugno nacque la figlia Camilla Isabella che in seguito diverrà monaca col nome di suor Francesca Valeria. Tarquinio dovette però restare poco in patria perché già nel 1622-23 si era probabilmente trasferito in Polonia (ove non lo seguì la famiglia) in qualità di musico da camera del principe ereditario Vladislao e organista di chiesa e camera del re Sigismondo III. Al 1626 risale il rientro a Cremona dove, nel 1627, i Fabbriceri della Cattedrale gli conferirono l'incarico di maestro di Cappella delle Laudi. In questi anni sono testimoniate le nascite di altri tre figli Claudio Nicolò (1627), Giovanni Tarquinio (1629) e Giovanni Battista (1630) e la morte della moglie, avvenuta il giorno successivo alla nascita di Giovanni Battista. Quello fu un anno durissimo per la vita del compositore perché la peste causò la morte di molti dei suoi figli e del fratello Pellegrino.
Poco dopo la perdita della prima moglie Tarquinio dovette sposarsi con una certa Lucia di cui nulla si sa di preciso da cui nel 1631 ebbe due gemelle Margherita e Francesca Valeria morte poco dopo il parto. Il nuovo lutto colpì il musicista mentre si trovava già a Bergamo in qualità di maestro di Cappella della Basilica di Santa Maria Maggiore gestita dal Consiglio della Misericordia con il quale nel '32-'33 ebbe motivi di discordia piuttosto pesanti che andarono anche per vie legali, questioni che gli fecero optare per un rientro a Cremona dove ritornò a essere maestro di Cappella delle Laudi. Negli stati d'anime degli anni '36-'37 la casa di contrada Borghetto risulta, al contrario che negli anni precedenti, “vota” il che fa pensare a una partenza del compositore. Nel 1638 lo troviamo a Bergamo maestro di Cappella del Duomo e a quegli stessi anni risalgono le nascite di altre due figlie avute da Lucia, Clara (1638) e Teresa (1641). Al 1643 risale invece la partenza da Bergamo alla volta di Padova ove fu nominato maestro della Cappella privata del vescovo Giorgio Cornaro. Nel 1646 il musicista fece definitivo ritorno a Cremona ove resterà per il resto della vita ricoprendo gli incarichi di maestro di Cappella e maestro di Cappella delle Laudi e componendo parallelamente musica per l'Accademia degli Animosi, come dimostrano diversi pagamenti. Il 27 novembre 1646, a seguito certo della morte di Lucia, contrasse in Duomo un nuovo matrimonio con Caterina Quinzani.

### Morte
Il Merula morirà a Cremona all'età di 70 anni, il 10 dicembre 1665, seguito, l'8 dicembre dell'anno successivo, dalla moglie Caterina; fu sepolto nella chiesa di Santa Lucia all'altare del Crocefisso come si legge nella lista delle spese sostenute per le sue esequie.

## Composizioni
Compositore raffinato e attento all'aspetto drammaturgico della musica strumentale (fu tra coloro che più contribuirono nel secondo quarto del Seicento a rendere ben differenziati aria e recitativo) di lui si conosce un solo lavoro teatrale, La finta savia (rappresentato a Venezia intorno al 1636 con libretto di Giulio Strozzi).
Di lui si conoscono:
- Madrigaletti a 3 voci e basso continuo, op. 4 (1624)
- Madrigali concertati a 4-8 voci e basso continuo, op. 5 (1624)
- Motetti e sonate concertati, op. 6 (1624)
- Satiro e Corisca, dialogo musicale a 2 voci e basso continuo, op. 7 (1626)
- Concerti spirituali con alcune sonate, op. 8 (1628)
- Canzoni da suonare per 3 strumenti e basso continuo, op. 9 (1639)
- Madrigali et altre musiche concertate, libro secondo, op. 10 (1633)
- Pegaso ..., Salmi, Motetti, Suonate, op. 11 (1640)
- Canzoni overo Sonate concertate per chiesa e camera op. 12 (1637)
- Canzonette a 3 e 4 voci, op. 14
- Concerto ... Messe, Salmi ... concertati, op. 15 (1639)
- Arpa davidica ... Salmi et Messe a 4, op. 16 (1640)
- Canzoni da suonare, op. 17 (1651)
- Canzoni a 4 voci (1615)
- Salmi et Messe concertati a 3, libro III (1652)

Per tastiera:
- Canzon
- Capriccio
- Sonata cromatica
- Toccata del secondo tono
- Un cromatico overo Capriccio primo tuono per le Semituoni
- 2 Versetti per il Kyrie (ms. 609, Solothurn, Zentralbibliothek edizione critica a cura di F. Terzi, Tarquinio Merula: composizioni per tastiera da due manoscritti svizzeri, Da Vinci-Edizioni Pian&Forte, 2023)
- Toccata e Genus Cromaticum Primi Toni (ms. 609, Solothurn, Zentralbibliothek edizione critica a cura di F. Terzi, Tarquinio Merula: composizioni per tastiera da due manoscritti svizzeri, Da Vinci-Edizioni Pian&Forte, 2023)
- 3 Canzoni (ms. P-96/1, Altdorf Staatsarchiv Uri: edizione critica a cura di F. Terzi, Tarquinio Merula: composizioni per tastiera da due manoscritti svizzeri, Da Vinci-Edizioni Pian&Forte, 2023)

### Discografia
- AA. VV., Amor Tiranno, (contiene la Sonata Cromatica per clavicembalo solo) Carlo Vistoli controtenore, Ensemble Sezione Aurea, Outhere 2020.
- Enrico Viccardi (organista), Merula: complete organ music, Brilliant Classics, 2015
- Francesco Cera (organista), Merula: opera completa per organo, Tactus, 1998